# Endohyalina kalbii
Endohyalina kalbii är en lavart som först beskrevs av Giralt & Matzer, och fick sitt nu gällande namn av Giralt, Van den Boom & Elix 20 10. Endohyalina kalbii ingår i släktet Endohyalina och familjen Caliciaceae.   Inga underarter finns listade i Catalogue of Life.